# أي بي سي إفريقيا
أي بي سي أفريقيا هو فيلم وثائقي إيراني 2001 من إخراج عباس كيارستمي، عُرض خارج المنافسة في مهرجان كان السينمائي لعام 2001.

## عنه
بدعوة من الأمم المتحدة لدراسة مساعي جهود المرأة الأوغندية لإنقاذ الأيتام، ذهب كيارستمي ومعاونه سيف الله صمديان في البداية إلى البلاد للبحث عن مواقع لفيلم طويل ومع ذلك، عندما عادا إلى المنزل وفحصا أكثر من عشرين ساعة من اللقطات الرقمية التي صُوّرت على الفيديو الرقمي باستخدام كاميرا فيديو محمولة على مدار عشرة أيام، قررا أن موادهما تستحق التحرير في فيلم طويل. بالنسبة لكيارستمي، كان هذا الفيلم بمثابة عودة إلى موضوعاته الأولى عن الأطفال الصامدين في مواجهة الشدائد، ولكن للمرة الأولى كان العمل خارج وطنه، نجح المخرج الإيراني الشهير في تحديد أسباب التفاؤل بين ما يقارب مليوني يتيم تركوا عاجزين بسبب ويلات الحرب الأهلية والإيدز.

## الحبكة
يتواجد كيارستمي في مخيم للاجئين في كمبالا، أوغندا، ويتخلل مشاهد من رقص النساء والأطفال والغناء والضحك مع صور كئيبة لانتشار الموت من العديد من الأمراض. في بعض الأحيان يتم انتقادهم كسياحيين، وهناك العديد من المشاهد للأطفال يضحكون، ويضعون وجوههم على الكاميرا، ويذهلهم عندما يشاهدون تسجيل أصدقائهم. على الرغم من أن هذا الفيلم ليس من المحتمل أن يكون انعكاسًا كئيبًا للإيدز والحرب الأهلية التي تصورتها الأمم المتحدة في الأصل، فهو فيلم وثائقي عن رحلة كيارستمي وصمديان إلى أوغندا، وردود الفعل الجادة للنساء والأطفال المتأثرين. تتناقض المشاهد الصريحة والسخيفة للأطفال بشكل حاد مع صور الموت الهادئة التي تتحدث عن كل من المآسي الحقيقية التي تحدث بالإضافة إلى أفراح الحياة اليومية التي تسمح للنساء والأطفال بالمضي قدمًا رغم ظروفهم.

## روابط خارجية
- أي بي سي أفريقيا على موقع IMDb (الإنجليزية)
- أي بي سي أفريقيا على موقع الموسوعة البريطانية (الإنجليزية)
- أي بي سي أفريقيا على موقع روتن توميتوز (الإنجليزية)
- أي بي سي أفريقيا على موقع نتفليكس (الإنجليزية)
- أي بي سي أفريقيا على موقع ألو سيني (الفرنسية)
- أي بي سي أفريقيا على موقع Turner Classic Movies (الإنجليزية)
- أي بي سي أفريقيا على موقع أول موفي (الإنجليزية)
- أي بي سي أفريقيا على موقع بوكس أوفيس موجو (الإنجليزية)
- أي بي سي أفريقيا على موقع فيلمافينيتي (الإسبانية)
- أي بي سي أفريقيا على موقع قاعدة بيانات الفيلم (الإنجليزية)